# Jean d’Ormesson
Jean d’Ormesson, właśc. Jean Bruno Wladimir François-de-Paule Lefèvre d’Ormesson (ur. 16 czerwca 1925 w Paryżu, zm. 5 grudnia 2017 w Neuilly-sur-Seine) – francuski pisarz i dziennikarz, członek Akademii Francuskiej.
Jean d’Ormesson był synem André d’Ormessona, ambasadora Francji. Całą młodość spędził w Bawarii.
Absolwent École normale supérieure, z wykształcenia filozof, pełnił funkcję sekretarza generalnego Międzynarodowej Rady Filozofii i Nauk Humanistycznych przy UNESCO i dyrektora dziennika Figaro.

## Akademia Francuska
Jean d’Ormesson został wybrany do Akademii Francuskiej w dniu 18 października 1973, na fotel nr 12 opróżniony po śmierci Jules’a Romains, zmarłego 14 sierpnia 1972.

## Odznaczenia
- Krzyż Wielki Orderu Legii Honorowej (Francja, 2014)[2]
- Wielki Oficer Orderu Legii Honorowej (Francja, 2002)[2][3]
- Komandor Orderu Legii Honorowej (Francja, 1993)[3]
- Oficer Orderu Legii Honorowej (Francja, 1988)[4]
- Oficer Orderu Zasługi (Francja)[5]
- Kawaler Orderu Palm Akademickich (Francja)[5]
- Komandor Orderu Sztuki i Literatury (Francja)[5]
- Komandor Orderu Krzyża Południa (Brazylia, 1988)[6]

## Publikacje
- l’Amour est un plaisir (1956)
- Du côté de chez Jean (1959)
- Un amour pour rien (1960)
- Au revoir et merci (1966)
- les Illusions de la mer (1968)
- la Gloire de l'Empire (1971, nagroda Académie française za powieść 1971); Chwała Cesarstwa (1975)
- Au plaisir de Dieu (1974), My, z łaski Boga (1995)
- le Vagabond qui passe sous une ombrelle trouée (1978)
- Dieu, sa vie, son œuvre (1981)
- Mon dernier rêve sera pour vous (1982)
- Jean qui grogne et Jean qui rit (1984)
- le Vent du soir (1985), Wieczorny wiatr (1999)
- Tous les hommes en sont fous (1985), Mężczyźni za nią szaleją (2000)
- le Bonheur à San Miniato (1987), Szczęście w San Miniato (2000)
- Album Chateaubriand (1988)
- Garçon de quoi écrire (wspólnie z François Sudreau, 1989)
- Histoire du juif errant (1991),  Historia Żyda Wiecznego Tułacza (1994)
- Tant que vous penserez à moi (rozmowa z Emmanuelem Berlem, 1992)
- la Douane de mer (1994) Dogana di mare (1998)
- Presque rien sur presque tout (1995)
- Casimir mène la grande vie (1997). Pyszne życie Kazimierza (2000)
- Une autre histoire de la littérature française (tom I – 1997 i tom II – 1998)
- le Rapport Gabriel (1999), Raport Gabriela (2000)
- Voyez comme on danse (2001)
- C'était bien (2003)
- Et toi, mon cœur, pourquoi bats-tu ? (2003)
- Une fête en larmes (2005)
- C'est une chose étrange à la fin que le monde (2010), Traktat o szczęściu (2011)